# The Number of the Beast
| 전문가 평가                      | 전문가 평가 |
| 평가 점수                        | 평가 점수   |
| 출처                             | 점수        |
| -------------------------------- | ----------- |
| AllMusic                         | [ 1 ]       |
| Collector's Guide to Heavy Metal | 8/10        |
| Pitchfork                        | 9.0/10      |
| Rolling Stone                    | [ 4 ]       |
| Sounds                           | [ 5 ]       |
| Sputnikmusic                     | 4.5/5       |
| The Daily Vault                  | A−          |

《The Number of the Beast》는 1982년 3월 22일에 발매된 영국의 헤비 메탈 밴드 아이언 메이든의 세 번째 스튜디오 음반이다. 이 음반은 보컬리스트 브루스 디킨슨의 첫 음반이며 드러머 클라이브 버의 마지막 음반이다.
《The Number of the Beast》는 상당히 비판적이고 상업적인 성공을 거두었고 이 밴드의 획기적인 발표였으며, 영국 음반 차트에서 1위를 차지한 첫 번째 음반이 되었고, 미국 빌보드 200에서 40위 안에 들었다. 이 음반은 또한 싱글 〈Run to the Hills〉와 〈The Number of the Beast〉도 프로듀싱을 했는데, 전자는 이 밴드의 첫 번째 톱 10 영국 싱글이었다. 이 음반은 또한, 특히 미국에서, 종교적인 언급과 타이틀곡의 가사로 인해 논란이 되었다.
《The Number of the Beast》가 발매되고 이후 투어 The Beast on the Road가 아이언 메이든의 대체 명칭이 된 이후 "The Beast"는 이후 《Best of the Beast》와 《Visions of the Beast》 등 그들의 컴필레이션과 라이브 음반 제목에 사용되었다.

## 작곡 및 녹음
《The Number of the Beast》는 아이언 메이든의 유일한 음반으로, 클라이브 버의 작곡 크레딧을 포함하고 있으며 기타리스트 아드리안 스미스가 작곡한 밴드의 첫 번째 음반이다. 게다가, 이 발표에서는 스티브 해리스가 새로운 보컬리스트 브루스 디킨슨에게 더 많은 것을 제공할 수 있는 다른 글쓰기 접근법을 채택하는 것을 보았다. 이 음반의 프로듀서인 마틴 버치는 "저는 단순히 전 보컬리스트 폴 디애노가 스티브가 탐험하고 싶어했던 꽤 복잡한 방향의 리드 보컬을 다룰 수 있다고 생각하지 않았습니다... 브루스가 합류하면서 새 음반의 가능성을 크게 열었습니다."
몇몇 인터뷰에 따르면 디킨슨은 음반의 여러 곡과 특히 〈Children of the Damned〉, 〈The Prisoner〉, 〈Run to the Hills〉의 작곡에 크게 관여했다. 그의 이전 밴드인 삼손의 계속되는 계약상의 문제로 인해 디킨슨은 법적으로 어떠한 작곡 크레딧도 가질 수 없었다. 밴드가 신곡을 너무 오랫동안 작곡한 후, 음반의 녹음과 믹싱은 5주 만에 완료되어야 했다. 이는 음반의 사전 제작 단계 이전에 작성된 자료가 거의 없는 상태에서 그룹이 처음으로 처음부터 새 음반을 만들었기 때문이라고 한다. 하지만, 라이브 녹음은 이 음반의 다섯 곡이 1981년 11월과 12월 킬러 월드 투어가 끝날 무렵의 몇몇 쇼에서 이미 라이브로 초연되었다는 것을 보여준다.  〈Invaders〉가 초기 곡인 〈Invasion〉의 재작곡으로, 1981년 투어가 끝난 후 타이틀곡과 〈Gangland〉 두 곡만 작곡되었음을 시사한다.
음악 언론 보도는 배터리 스튜디오에서 세션 중에 발생한 설명되지 않은 현상에 대한 이야기를 들려주었는데, 그 중에는 전등이 저절로 켜지거나 꺼지고 녹음 장치가 이상하게 부서지는 일도 있었다.  이러한 이상한 사건들은 버치가 수녀들을 수송하는 미니 버스와 교통사고를 당했을 때 절정에 달했고, 그 후 그는 666파운드의 수리비를 받았다.

## 커버 아트
1980년대와 90년대 초 아이언 메이든의 모든 커버 아트와 마찬가지로 데릭 리그스가 그렸다. 커버는 원래 〈Purgatory〉를 위해 만들어졌지만, 로드 스몰우드는 싱글 발매를 위해 너무 높은 칼리브레이션으로 간주하고 대신 《The Number of the Beast》 음반을 위해 저장하기로 결정했다. 원래의 1982년 작품들은 배경에 푸른 하늘을 포함하고 있지만, 이 음반 커버의 프린터에 의한 실수였고, 나중에 수정되었고 1998년 콤팩트 디스크로 리마스터드되면서 검은색이 되었다.
이 음반은 또한 타이틀곡의 가사와 에디가 사탄을 꼭두각시처럼 조종하는 모습을 묘사한 커버 아트 때문에, 특히 미국에서 논란의 중심이었다. 스몰우드는 그 개념이 "여기서 정말 사악한 사람은 누구죠? 누가 누굴 조종하는 거죠?"라고 묻는 것이었다고 설명한다. 리그스에 따르면, 이 책은 "닥터 스트레인지가 인형처럼 끈에 매달린 커다란 악당을 가지고 있었는데, 그것은 내가 1960년대에 어렸을 때 읽은 것이라고 생각한다"는 만화책에서 영감을 얻었다고 한다. 반면 지옥의 이미지는 "그런 장면들로 가득했던 중세 유럽 기독교 미술에 대한 나의 지식에서 가져온 것"이다.
이 음반의 커버 아트는 크로스오버 스래시 밴드 스톰트루퍼스 오브 데스가 1999년 음반 《Bigger than the Devil》의 커버 아트를 위해 패러디한 적이 있으며, 스트리트웨어 브랜드 다이아몬드 서플라이의 티셔츠에도 패러디한 적이 있다.

## 곡 목록
| #  | 제목                        | 작사·작곡               | 재생 시간 |
| -- | --------------------------- | ----------------------- | --------- |
| 1. | 〈Invaders〉                | 스티브 해리스           | 3:20      |
| 2. | 〈Children of the Damned〉  | 해리스                  | 4:34      |
| 3. | 〈The Prisoner〉            | 아드리안 스미스, 해리스 | 5:34      |
| 4. | 〈22 Acacia Avenue〉        | 해리스                  | 6:34      |
| 5. | 〈The Number of the Beast〉 | 해리스                  | 4:25      |
| 6. | 〈Run to the Hills〉        | 해리스                  | 3:50      |
| 7. | 〈Gangland〉                | 스미스, 클라이브 버     | 3:46      |
| 8. | 〈Hallowed Be Thy Name〉    | 해리스                  | 7:08      |

## 인증
| 국가                                                                                         | 인증        | 판매량/출하량 |
| -------------------------------------------------------------------------------------------- | ----------- | ------------- |
| 오스트리아 (IFPI 오스트리아)                                                                 | 골드        | 25,000*       |
| 캐나다 (뮤직 캐나다)                                                                         | 3× 플래티넘 | 300,000^      |
| 독일 (BVMI)                                                                                  | 골드        | 250,000^      |
| 이탈리아 (FIMI)                                                                              | 골드        | 25,000        |
| 스페인 (PROMUSICAE)                                                                          | 골드        | 50,000^       |
| 스위스 (IFPI 스위스)                                                                         | 골드        | 25,000^       |
| 영국 (BPI)                                                                                   | 플래티넘    | 300,000^      |
| 미국 (RIAA)                                                                                  | 플래티넘    | 1,000,000^    |
| *판매량을 기반으로 한 인증 · ^출하량을 기반으로 한 인증 · 판매량+스트리밍을 기반으로 한 인증 |             |               |